# Базарн
Базарн (фр. Bazarnes) насеље је и општина у источном делу централне Француске у региону Бургоња, у департману Јон која припада префектури Осер.
По подацима из 2011. године у општини је живело 411 становника, а густина насељености је износила 21,2 становника/km². Општина се простире на површини од 19,39 km². Налази се на средњој надморској висини од 125 метара (максималној 282 m, а минималној 109 m).

## Демографија
| 1962. | 1968. | 1975. | 1982. | 1990. | 1999. | 2011. |
| ----- | ----- | ----- | ----- | ----- | ----- | ----- |
| 410   | 410   | 357   | 395   | 383   | 357   | 411   |

График промене броја становника у току последњих година